# 金沢智恵子
金沢 智恵子（かなざわ ちえこ、1941年 - ）は、日本の作詩家、詩人、合唱指導者。国立音楽大学声楽科卒業。NHK全国学校音楽コンクールの審査員や中学校の合唱指導、合唱曲や校歌の作詞などの活動をしている。

## 作詞曲
- 走る川
- 青春の1ページ
- 夜汽車
- 水の翼
- 桔梗
- 生きてる地球
- さいたま市立美園南中学校校歌[1]

## 著書
- ユウラリキラキラ南の島（2012年、文芸社）
- 先生って!―人間教師としての仕事術（2013年、教育芸術社）
- 花束をあなたに - 花の詩第2集（2014年、音楽之友社）